# العلاقات الطاجيكستانية النيكاراغوية
العلاقات الطاجيكستانية النيكاراغوية هي العلاقات الثنائية التي تجمع بين طاجيكستان ونيكاراغوا.

## مقارنة بين البلدين
هذه مقارنة عامة ومرجعية للدولتين:
| وجه المقارنة                                              | طاجيكستان                          | نيكاراغوا        |
| --------------------------------------------------------- | ---------------------------------- | ---------------- |
| المساحة (كم2)                                             | 143.10 ألف                         | 130.38 ألف       |
| عدد السكان (نسمة)                                         | 8.92 مليون                         | 6.22 مليون       |
| الكثافة السكانية (ن./كم²)                                 | 62.33                              | 47.71            |
| العاصمة                                                   | دوشنبه                             | ماناغوا          |
| اللغة الرسمية                                             | اللغة الطاجيكية                    | اللغة الإسبانية  |
| العملة                                                    | ساماني طاجيكي، الروبل الطاجيكستاني | كوردبا نيكاراغوا |
| الناتج المحلي الإجمالي (بليون دولار)                      | 7.15 مليار                         | 13.81 مليار      |
| الناتج المحلي الإجمالي (تعادل القوة الشرائية) بليون دولار | 24.03 مليار                        | 31.63 مليار      |
| الناتج المحلي الإجمالي الاسمي للفرد دولار أمريكي          | 925                                | 2.09 ألف         |
| الناتج المحلي الإجمالي للفرد دولار أمريكي                 | 2.69 ألف                           | 4.92 ألف         |
| مؤشر التنمية البشرية                                      | 0.624                              | 0.631            |
| رمز المكالمات الدولي                                      | +992                               | +505             |
| رمز الإنترنت                                              | .tj                                | .ni              |
| المنطقة الزمنية                                           | ت ع م+05:00                        | 00               |

## منظمات دولية مشتركة
يشترك البلدان في عضوية مجموعة من المنظمات الدولية، منها:
| علم المنظمة | اسم المنظمة                        | تاريخ انضمام طاجيكستان | تاريخ انضمام نيكاراغوا |
| ----------- | ---------------------------------- | ---------------------- | ---------------------- |
|             | مؤسسة التنمية الدولية              | 4 يونيو 1993           | 30 ديسمبر 1960         |
|             | مؤسسة التمويل الدولية              | 2 ديسمبر 1994          | 20 يوليو 1956          |
|             | منظمة حظر الأسلحة الكيميائية       | ?                      | ?                      |
|             | الأمم المتحدة                      | 2 مارس 1992            | 24 أكتوبر 1945         |
|             | الاتحاد الدولي للاتصالات           | 28 أبريل 1994          | 12 مايو 1926           |
|             | منظمة الشرطة الجنائية الدولية      | ?                      | ?                      |
|             | البنك الدولي للإنشاء والتعمير      | 4 يونيو 1993           | 14 مارس 1946           |
|             | الاتحاد البريدي العالمي            | ?                      | ?                      |
|             | وكالة ضمان الاستثمار متعدد الأطراف | 9 ديسمبر 2002          | 12 يونيو 1992          |
|             | يونسكو                             | 6 أبريل 1993           | 22 فبراير 1952         |

## وصلات خارجية
- موقع وزارة الخارجية النيكاراغوية